# William Sadler

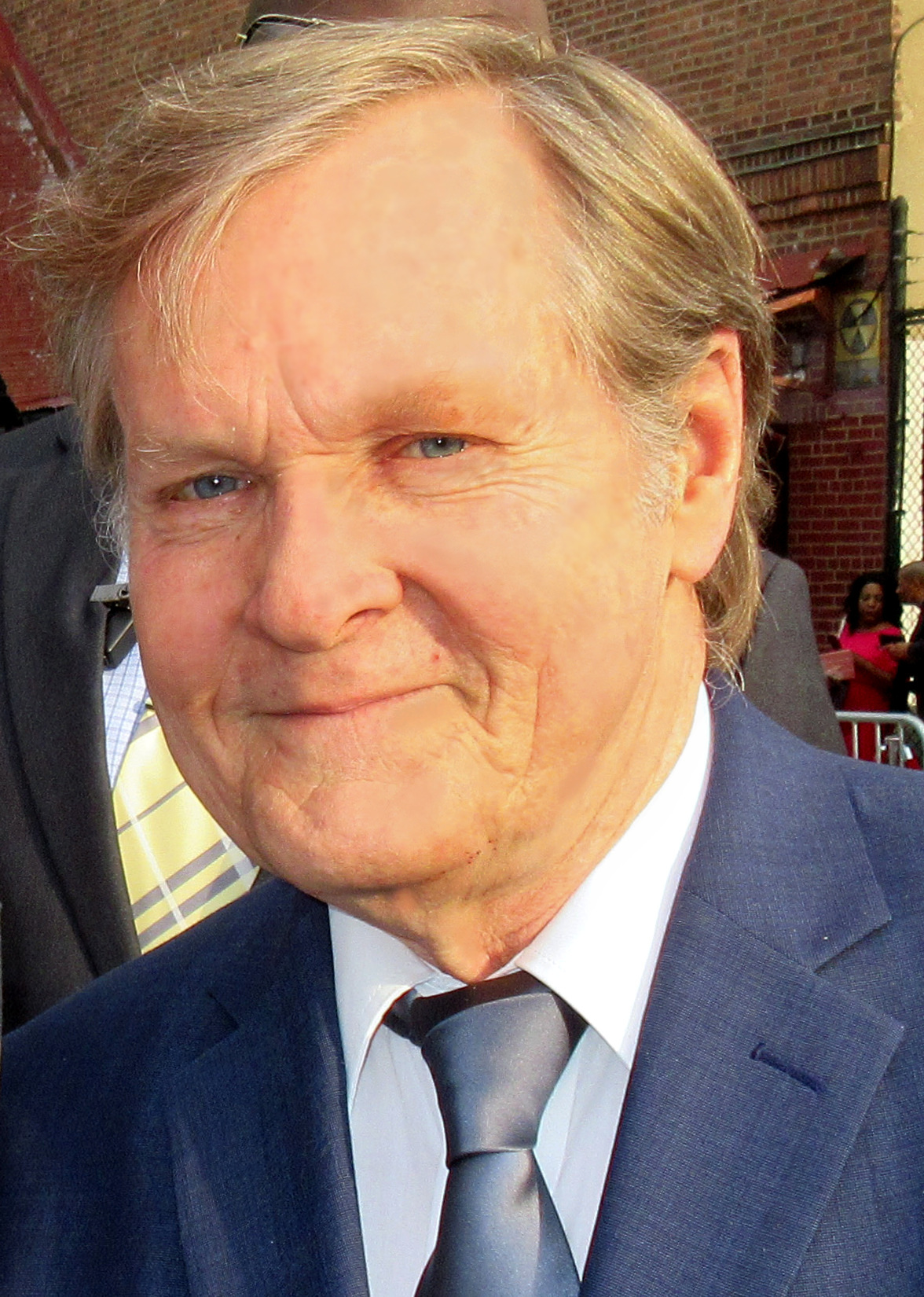
William Sadler (2019)

William Sadler (* 13. April 1950 in Buffalo, New York) ist ein US-amerikanischer Schauspieler.

## Leben und Leistungen
William Sadler, der Sohn von Jane und William Sadler, begann als Schauspieler an New Yorker Theatern. Gegen Ende der 1970er Jahre und Anfang der 1980er Jahre spielte er in Fernsehfilmen und Fernsehserien; in der Komödie Der Geisterflieger Hanky Panky (1982) übernahm er neben Gene Wilder eine kleine Nebenrolle. Im Actionfilm Hard to Kill (1990) sah man ihn in als Senator Vernon Trent, dem Gegenspieler von Mason Storm, den Steven Seagal spielte. In dem Actionfilm Stirb langsam 2 (1990) war er als Colonel Stuart der Gegenspieler des von Bruce Willis verkörperten John McClane. Im Thriller The Hot Spot – Spiel mit dem Feuer (1990) von Dennis Hopper spielte er neben Don Johnson und Virginia Madsen die Rolle von Frank Sutton.
In der Komödie Bill & Ted’s verrückte Reise in die Zukunft (1991) spielte Sadler neben Keanu Reeves den Sensenmann. Für diese Rolle gewann er im Jahr 1992 den Saturn Award als bester Nebendarsteller. In der Science-Fiction-Komödie Freaks (1993) spielte er neben Brooke Shields eine der Hauptrollen. Im Horrorfilm Dich kriegen wir auch noch! (1998) trat er neben James Marsden und Katie Holmes als Dorian Newberry auf. Von 1998 bis 1999 porträtierte er in der Serie Star Trek: Deep Space Nine in mehreren Episoden den ominösen Luther Sloan. Im Thriller Purple Heart (2005) übernahm er die Hauptrolle. Des Weiteren gehörte William Sadler zur festen Besetzung der dreistaffeligen Fernsehserie Roswell.
Von 2007 bis 2012 war er regelmäßig neben Tom Selleck in der Krimireihe Jesse Stone als Gino Fish zu sehen.
William Sadler war seit 1977 und bis zu ihrem Tod am 18. Dezember 2024 mit der Schauspielerin Marni Joan Bakst verheiratet; ihre Tochter ist die Schauspielerin Sadler Colley Bakst (* 17. Februar 1986 in Santa Monica, Kalifornien).

## Filmografie (Auswahl)
- 1982: Der Geisterflieger Hanky Panky (Hanky Panky)
- 1986: Off Beat – Laßt die Bullen tanzen (Off Beat)
- 1987: Project X
- 1989: Mein Partner mit der kalten Schnauze (K-9)
- 1989: Roseanne (Fernsehserie, Episoden 1x09–1x10)
- 1989: Geschichten aus der Gruft (Fernsehserie, Folge 1x01)
- 1990: Hard to Kill
- 1990: Stirb langsam 2 (Die Hard 2: Die Harder)
- 1990: The Hot Spot – Spiel mit dem Feuer (The Hot Spot)
- 1991: Bill & Ted’s verrückte Reise in die Zukunft (Bill & Ted’s Bogus Journey)
- 1992: Trespass
- 1993: Freaks (Freaked)
- 1994: Die Verurteilten (The Shawshank Redemption)
- 1995: Ritter der Dämonen (Tales from the Crypt: Demon Knight)
- 1996: Bordello of Blood
- 1996–1997: Poltergeist – Die unheimliche Macht (Poltergeist: The Legacy, Fernsehserie, 2 Episoden)
- 1997: Rocket Man
- 1998: Dich kriegen wir auch noch! (Disturbing Behavior)
- 1998: Reach the Rock
- 1998: Ambushed – Dunkle Rituale (Ambushed)
- 1998–1999: Star Trek: Deep Space Nine (Fernsehserie, 3 Episoden)
- 1999: The Green Mile
- 1999–2001: Roswell (Fernsehserie, 46 Episoden)
- 2002: Another Life
- 2003: Criminal Intent – Verbrechen im Visier (Law & Order: Criminal Intent, Fernsehserie, Folge 2x21 Graansha)
- 2003: The Battle of Shaker Heights
- 2004: Kinsey – Die Wahrheit über Sex (Kinsey)
- 2005: Purple Heart
- 2005: Law & Order (Fernsehserie, Episode 16x05)
- 2006: CSI: Vegas (CSI: Crime Scene Investigation, Fernsehserie, Episode 6x14)
- 2006: Jimmy & Judy
- 2006: The Path to 9/11 – Wege des Terrors (The Path to 9/11)
- 2007: Der Nebel (The Mist)
- 2007: Jesse Stone: Alte Wunden (Jesse Stone: Seachange)
- 2007: Der Klang des Herzens (August Rush)
- 2008: Medium – Nichts bleibt verborgen (Medium, Fernsehserie, Episode 4x05)
- 2008: Eagle Eye – Außer Kontrolle (Eagle Eye)
- 2008, 2011: Fringe – Grenzfälle des FBI (Fringe, Fernsehserie, 2 Episoden)
- 2009: Criminal Minds (Fernsehserie, Episode 5x03)
- 2009: The Hills Run Red – Drehbuch des Todes (The Hills Run Red)
- 2009: Jesse Stone: Dünnes Eis (Jesse Stone: Thin Ice)
- 2009: Three Rivers Medical Center (Three Rivers)
- 2010: Jesse Stone: Ohne Reue (Jesse Stone: No Remorse)
- 2010: The Pacific (Fernsehserie)
- 2010–2014, 2020: Hawaii Five-0 (Fernsehserie, 12 Episoden)
- 2011: Jesse Stone: Verlorene Unschuld (Jesse Stone: Innocents Lost)
- 2011: Person of Interest (Fernsehserie, Episode 1x01)
- 2012: Jesse Stone: Im Zweifel für den Angeklagten (Jesse Stone: Benefit of the Doubt)
- 2012: Ein riskanter Plan (Man on a Ledge)
- 2013: Iron Man 3
- 2013: Machete Kills
- 2013: Riddle – Jede Stadt hat ihr tödliches Geheimnis (Riddle)
- 2013: Elementary (Fernsehserie, Episode 2x08)
- 2013: Homeland (Fernsehserie, 3 Episoden)
- 2013, 2017, 2019: The Blacklist (Fernsehserie, 4 Episoden)
- 2014: The Flash (Fernsehserie, Episode 1x02)
- 2014: Madam Secretary (Fernsehserie, Episode 1x01)
- 2015: Jesse Stone: Lost in Paradise (Fernsehfilm)
- 2015: Z Nation (Fernsehserie, Episode 2x03)
- 2015–2016: Marvel’s Agents of S.H.I.E.L.D. (Fernsehserie, 3 Episoden)
- 2015, 2019: Blue Bloods – Crime Scene New York (Blue Bloods, Fernsehserie, 2 Episoden)
- 2016: Das Duell (The Duel)
- 2016: The Hollow
- 2016: Berlin Station (Fernsehserie, 4 Episoden)
- 2016: Day 5 (Fernsehserie)
- 2017–2018: Power (Fernsehserie, 18 Episoden)
- 2017: When We Rise (Fernsehserie, 2 Episoden)
- 2018: Bull (Fernsehserie, Episode 3x10)
- 2019: The Highwaymen
- 2019: When They See Us (Miniserie, 4 Episoden)
- 2020: The Grudge
- 2020: Hunters (Fernsehserie, Episode 1x10)
- 2020: Bill & Ted retten das Universum (Bill & Ted Face the Music)
- 2021: The Unholy
- 2022: She Came from the Woods
- 2024: Salem’s Lot – Brennen muss Salem (Salem’s Lot)

Videospiele
- 2008: Robert Ludlum’s Das Bourne Komplott
- 2010: Fallout: New Vegas

## Belege
1. ↑  https://www.imdb.com/de/name/nm0049260/
2. ↑  https://www.imdb.com/de/name/nm0049261/bio/

| Personendaten    | Personendaten                  |
| ---------------- | ------------------------------ |
| NAME             | Sadler, William                |
| KURZBESCHREIBUNG | US-amerikanischer Schauspieler |
| GEBURTSDATUM     | 13. April 1950                 |
| GEBURTSORT       | Buffalo, New York              |